# Векалла (Північна Кароліна)
Векалла (англ. Wakulla) — переписна місцевість (CDP) в США, в окрузі Робсон штату Північна Кароліна. Населення — 112 особи (2020).

## Географія
Векалла розташована за координатами 34°44′9″ пн. ш. 79°13′31″ зх. д. / 34.73583° пн. ш. 79.22528° зх. д. (34.735811, -79.225155).  За даними Бюро перепису населення США в 2010 році переписна місцевість мала площу 10,17 км², уся площа — суходіл.

## Демографія
Згідно з переписом 2010 року, у переписній місцевості мешкала 981 особа в 345 домогосподарствах у складі 271 родини. Густота населення становила 96 осіб/км².  Було 364 помешкання (36/км²).
Расовий склад населення:
| - 93,1 % — корінних американців - 3,9 % — білих - 0,9 % — чорних або афроамериканців |

До двох чи більше рас належало 1,3 %. Частка іспаномовних становила 1,4 % від усіх жителів.
За віковим діапазоном населення розподілялося таким чином: 26,8 % — особи молодші 18 років, 62,7 % — особи у віці 18—64 років, 10,5 % — особи у віці 65 років та старші. Медіана віку мешканця становила 36,4 року. На 100 осіб жіночої статі у переписній місцевості припадало 98,6 чоловіків;  на 100 жінок у віці від 18 років та старших — 92,5 чоловіків також старших 18 років.
Середній дохід на одне домашнє господарство  становив 43 376 доларів США (медіана — 28 237), а середній дохід на одну сім'ю — 57 776 доларів (медіана — 54 135). За межею бідності перебувало 40,0 % осіб, у тому числі 52,6 % дітей у віці до 18 років та 32,4 % осіб у віці 65 років та старших.
Цивільне працевлаштоване населення становило 271 особа. Основні галузі зайнятості: мистецтво, розваги та відпочинок — 28,8 %, освіта, охорона здоров'я та соціальна допомога — 27,7 %, виробництво — 19,2 %.